# Phố cổ Thành Nam

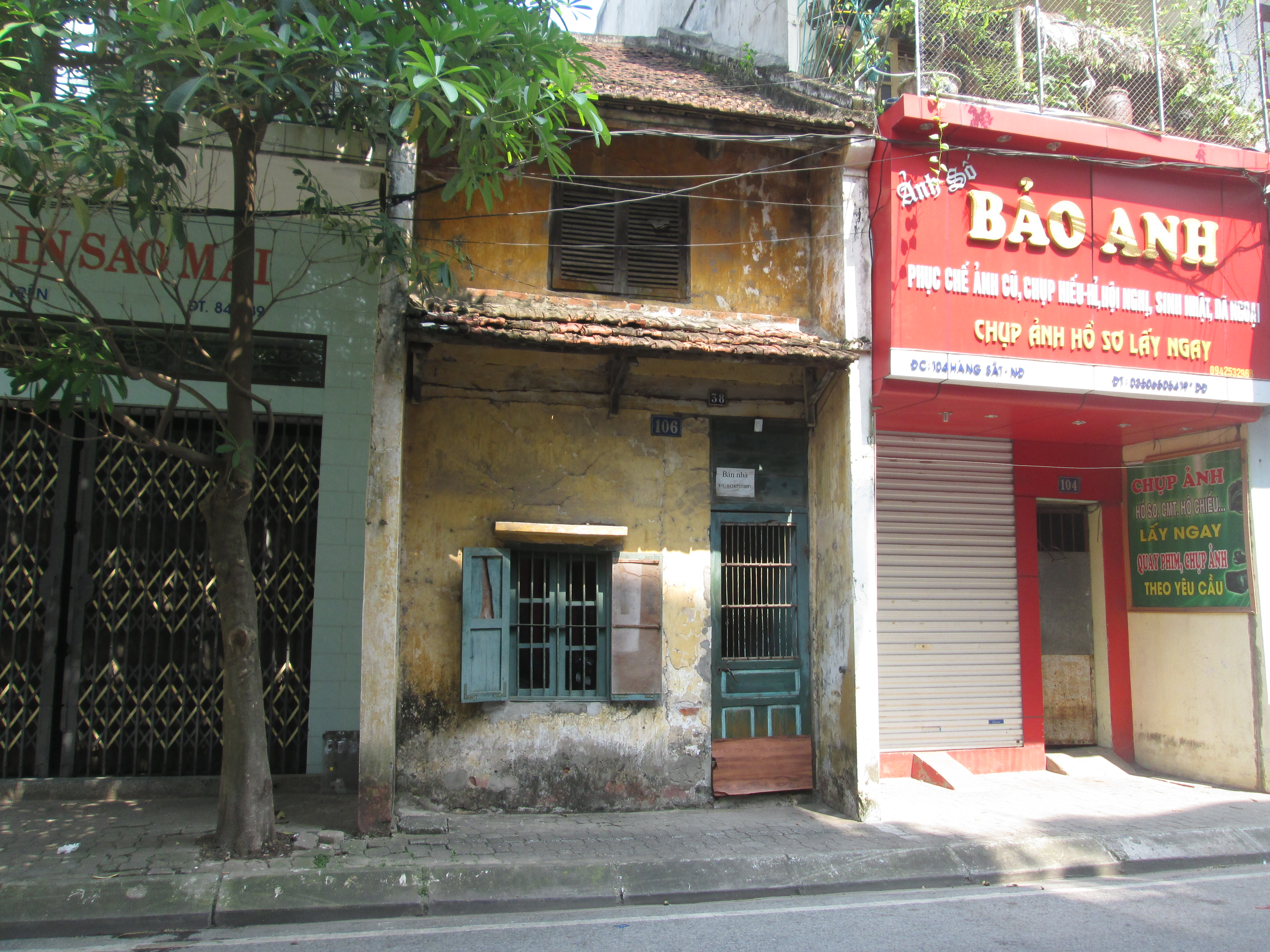
Phố cổ Thành Nam ngày nay. Ảnh chụp phố Hàng Sắt.

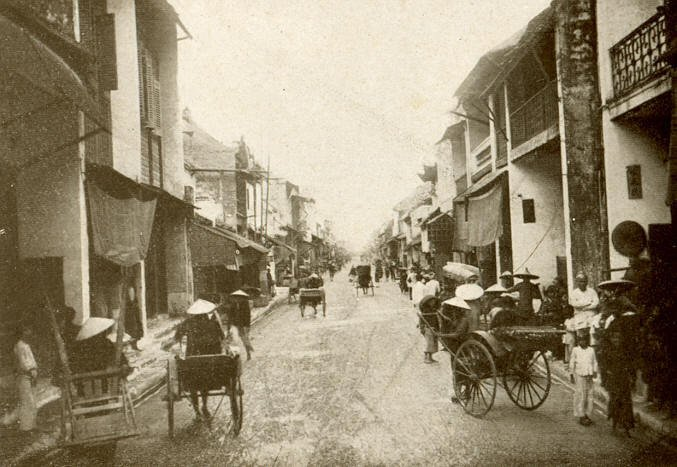
Phố cổ Thành Nam xưa. Ảnh chụp khu phố của Hoa kiều.

Phố cổ Thành Nam hay phố cổ Nam Định là khu vực gồm các phố xá buôn bán nằm giữa sông Vị Hoàng xưa và hai mặt tường thành phía Đông và phía Nam của thành Nam Định. Nếu như Hà Nội xưa có lên tới 70 phố thì thành phố Nam Định cũng có đến hơn 40 phố cổ. Tuy nhiên, khác với các phố cổ Đồng Văn, Phố Hiến, phố cổ Hội An, phố cổ Hà Nội đều đã được xếp hạng di tích quốc gia thì phố cổ Thành Nam vẫn chưa được xếp hạng di tích, các di tích & nhà cổ đang xuống cấp nghiêm trọng và biến mất từng ngày.

## Lịch sử
Thành phố Nam Định có bề dày lịch sử hơn 750 năm, với sự kiện vào tháng 2 năm 1262, vua Trần Thánh Tông đã đổi hương Tức Mạc là quê hương của nhà Trần làm phủ Thiên Trường, đặt quan đứng đầu phủ (An phủ sứ) là Trần Thì Kiến, lập Hành đô Thiên Trường, xây các cung Trùng Quang và Trùng Hoa. Nay đất Hành đô Tức Mạc xưa thuộc phường Lộc Vượng, một trong 20 phường của thành phố Nam Định.
Nhà Trần suy vong, tại phủ Thiên Trường nhiều người thuộc dòng họ Trần phải thay tên, đổi họ, phiêu tán đi khắp nơi, sở lỵ hành chính của Hành đô Thiên Trường cũng không còn, cung điện đền đài thành hoang phế. Nhưng dân chúng ở quanh khu vực này vẫn có cuộc sống khá sôi động. Đến nhà Lê sơ trị vì thì kho lương bên sông Vị đã trở thành quân doanh Vị Hoàng. Doanh Vị Hoàng không những là kho lương thảo mà còn là một doanh trại lớn. Sang thời Mạc, nhiều lần và thường xuyên quân nhà Mạc (Bắc triều) tập trung tại đây để chuẩn bị cho mỗi khi tiến quân đánh nhà Lê trung hưng phục dựng ở Thanh Hóa (Nam triều). Nhà Mạc thất thế chạy lên biên giới Cao Bằng, thì quân doanh Vị Hoàng lại là nơi triều đình Lê-Trịnh (Đàng Ngoài) tập trung lương thảo, vũ khí, chiến thuyền, quân lính cho những lần hành quân chinh phạt chúa Nguyễn (Đàng Trong). Do đó Thành Nam đã vượt lên trên Phố Hiến là chốn đô hội chỉ sau kinh thành Thăng Long.

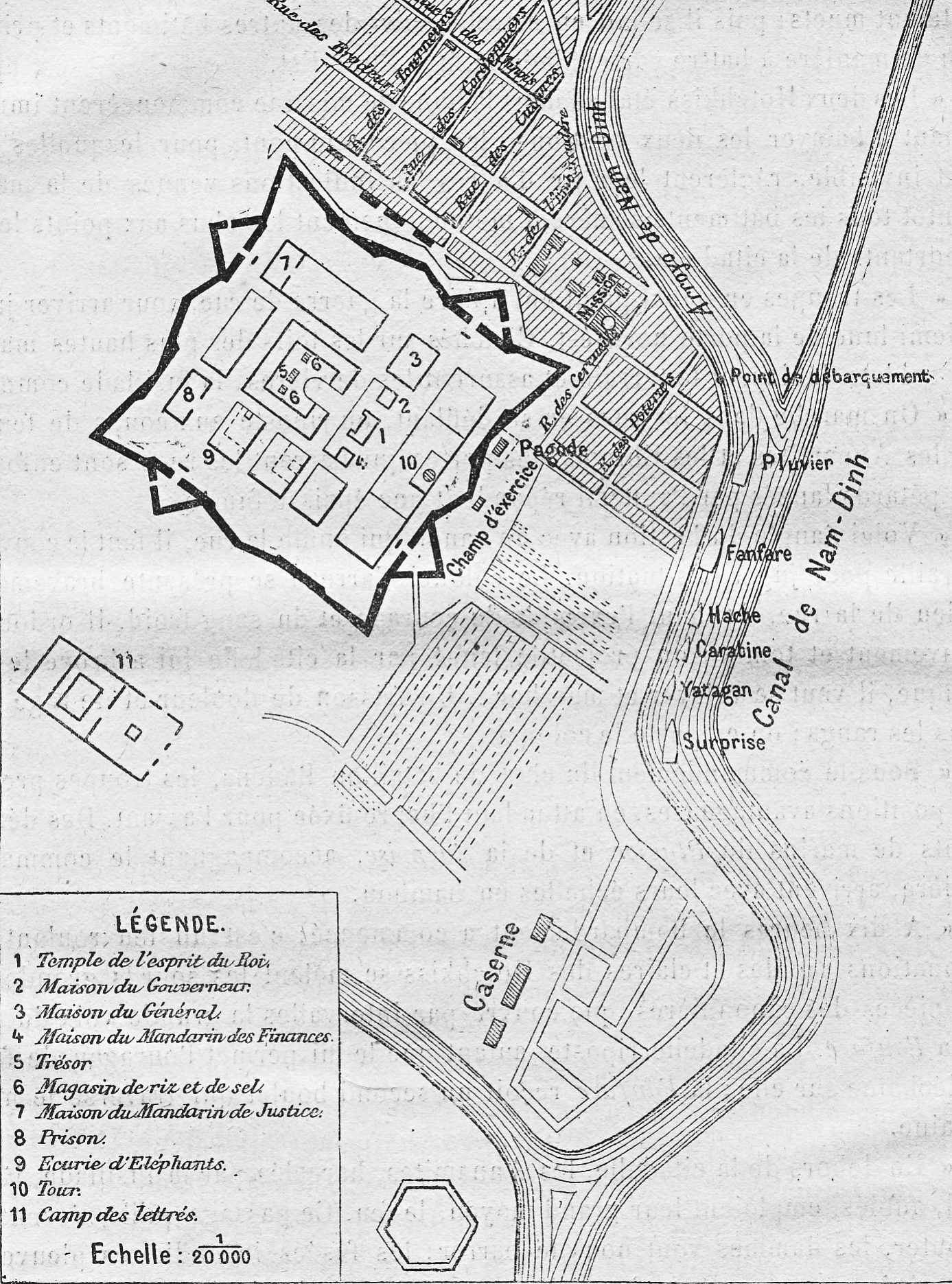
Sơ đồ thành cổ Nam Định thời Pháp thuộc, khu phố cổ Thành Nam lui về hướng đông bắc.

Vua Gia Long lên ngôi, chuyển lỵ sở của trấn Sơn Nam Hạ từ Vân Sàng (nay thuộc Ninh Bình) về Vị Hoàng, cho dời quân doanh từ đất làng Vị Hoàng vào đất làng Năng Tĩnh, đến vua Minh Mạng cho xây thành gạch. Dân chúng làm ăn sinh sống quanh thành Vị Hoàng có từ thời Lê sơ ngày một thêm đông. Đời sống thị dân quanh thành Nam Định ngày một sung túc. Nhiều người làm nghề thủ công và buôn bán đến đây lập nghiệp, họ lập ra các phường nghề. Một số từ Thăng Long đi xuống, một số từ các làng nghề ở các miền quê khác tập trung đến sống quanh thành. Trên bờ sông Vị Hoàng, những người buôn bán một mặt hàng thường dựng nhà sát bên nhau thành một dãy để cùng buôn bán. Nơi bán mặt hàng nào thì được gọi là phố hàng ấy, nên các phố ven bờ sông Vị có trước.

## Các khu phố cổ
Thành phố Nam Định có 35/38 phố Hàng, 4 phố Bến, 4 phố Cửa trong các phố trước Cách mạng Tháng Tám năm 1945.
Về các phố cổ xưa dân phố buôn bán, sản xuất mặt hàng gì thì phố mang tên mặt hàng đó. Trên đường phố dài có thể có nhiều phố Hàng.
Ở phía đông trên bờ sông Vị, dân thôn Thi Thượng làng Vị Hoàng lập ra dãy phố ở ven sông cho người buôn bè: luồng, nứa, tre, đan cót, bồ, sọt, thúng... đặt thành phố Hàng Cót, rồi Hàng Nâu (củ nâu nhuộm vải). Người Bát Tràng ở Gia Lâm đưa hàng xuống bán thì lập Hàng Bát, các phố tiếp theo là Hàng Mâm (mâm gỗ, chòng tre), Hàng Song (song mây, lá gồi),
cuối thế kỷ 19 các phố này có tên chung là phố Vinh Thuận, sau khi Pháp chiếm thành đặt là Protectorat (nay là phố Minh Khai). Tiếp đến Hàng Sắt Trên, Pháp gọi là Rue du Fer, còn phố Hàng Sắt Dưới (phố Đỗ Xá), đặt là Poterie. Phố này đa phần là người Hoa chạy giặc đến sinh sống từ thời Lê (họ lập thành làng Minh Hương). Đoạn cuối sông Vị Hoàng xưa là bến thuyền của vua nhà Trần thì được gọi là phố Bến Ngự, Pháp đặt là Avenue Pigneau de Béhaine, sau khi lấp sông Vị Hoàng lập ra kho hàng Hòn Gai thì gọi là phố Hòn Gai (nay là phố Bến Ngự).

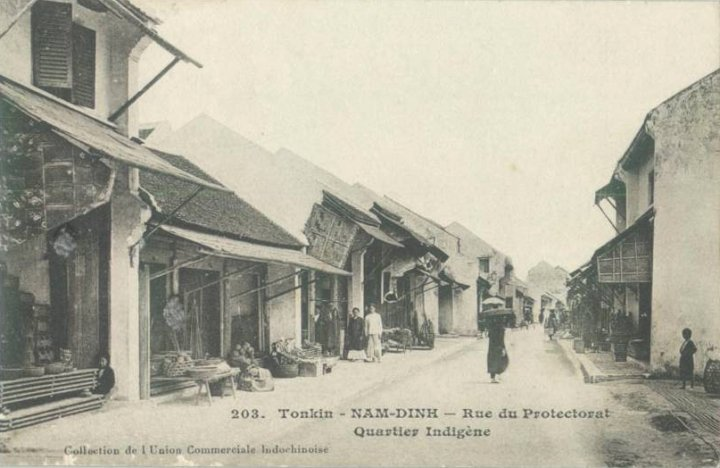
Các phố Hàng Nâu, Hàng Bát, Hàng Mâm, Hàng Song thời Pháp thuộc. Nay là phố Minh Khai

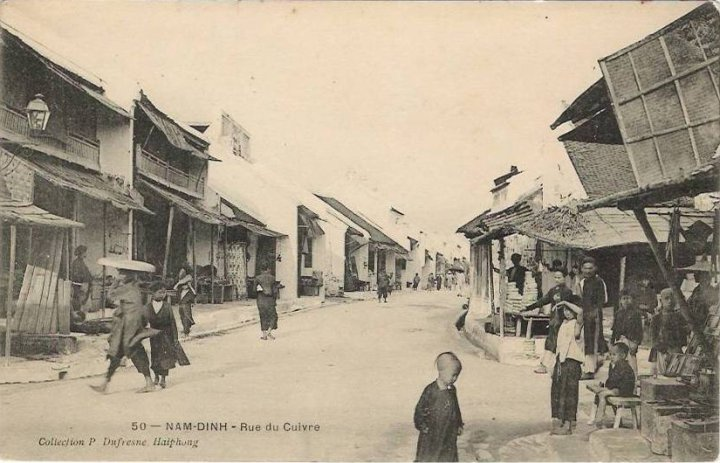
Các phố Hàng Đồng, Hàng Đường thời Pháp thuộc. Nay là phố Hàng Đồng

Nhu cầu hàng hoá của thị dân và cả vùng hạ lưu sông Hồng ngày càng nhiều nên có nhiều phường thợ thủ công từ các nơi di đến, sản xuất ra nhiều mặt hàng phục vụ cho đời sống. Chợ là nơi tiêu thụ tập trung nhiều hàng hoá, chợ ven sông là chợ Vị Hoàng, chợ Đò Chè, rồi chợ Cửa Trường. Chợ to, đông vui nhất là chợ Rồng, vì thế trên những con đường từ bờ sông vào chợ đã thành nơi sinh sống và sản xuất của các gia đình làm nghề thủ công. Từ chợ Rồng ra bờ sông Vị Hoàng là các phố Hàng Nón, Hàng Khay, Hàng Quỳ, Hàng Tiện (nay là Hàng Tiện), rồi đến Hàng Cấp (dệt các loại vải), Pháp đặt tên đường phố này là Henri Rivière. Ra bờ sông Vị Hoàng còn một đường phố gồm: Hàng Đường và Hàng Đồng hai phố này Pháp dịch là Rue du Cuivre nay là Hàng Đồng. Chợ Rồng lên phía bắc có phố Hàng Mắm, Hàng Gà, về sau hai phố này gọi là phố Móng Cáy (nay là Lý Thường Kiệt). Từ bờ sông vào chân tường thành có một dãy phố chạy song song với Hàng Đồng gồm: Hàng Thùng, Hàng Giầy, Hàng Mành, Hàng Cầm (nay là Bắc Ninh). Về phía nam thành phố, trên bờ sông có các phố bến thuyền như: Bến Củi, Pháp đặt là Rue Champeaux (nay là Ngô Quyền), Bến Gỗ, Pháp đặt là Rue Etat-Unis (nay là Phan Chu Trinh), phố Bến Thóc, Pháp đặt Hacrnamd. Lùi vào phía trong là phố Hàng Nồi, Pháp đặt là Rue de Paris (nay là Nguyễn Thiện Thuật). Song song với bờ sông Đào là phố Hàng Sũ, Hàng Ghế Pháp đặt là Cerculis, (nay là phố Phan Đình Phùng) và phố Hàng Thao Pháp đặt là Đồng Khánh (nay là phố Hàng Thao).
Từ trong thành đi ra sông Vị Hoàng là phố Cửa Đông, Pháp đặt là Rue de Carreau (nay là đoạn đầu từ ngã tư Trần Hưng Đạo đến gốc đa Hàng Sắt phố Lê Hồng Phong). Từ cửa Nam ra sông Đào gọi là phố Cửa Nam, Pháp đặt là Richaud (nay là đường Tô Hiệu), cổng phía bắc thành có phố Cửa Bắc (nay là Thành Chung). Thành Nam có cửa tây, nhưng không có phố Cửa Tây do ở phía này không có sông để vận chuyển hàng hoá (thời ấy giao thông đường thủy là chủ yếu). Về sau phía tây thành cũng không phát triển bởi tư bản Pháp đã chiếm vùng đất phía tây (Năng Tĩnh) để xây nhà máy Sợi.

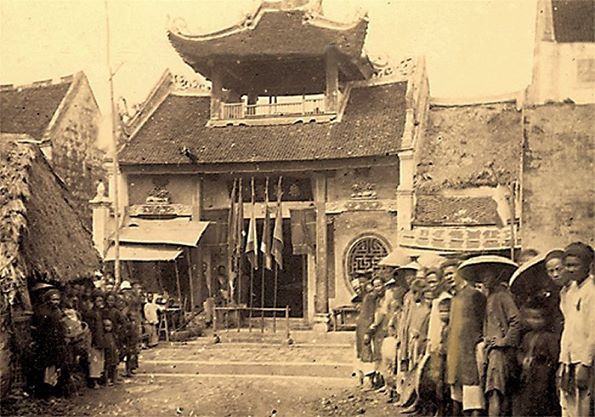
Đình Hàng Thêu, do dân hai phố Hàng Thêu & Hàng Trống góp tiền xây nên vào khoảng 1851, hiện là phế tích nằm sau HTX Đàn trống Tháng 8 năm 1945

Con đường nối các phố với nhau chạy theo hướng bắc nam từ chợ Rồng xuống sông Đào gồm: Hàng Màn (Vải Màn), Hàng Rượu, Hàng Thiếc, Hàng Đàn, Pháp đặt là Rue France (nay thuộc Hai Bà Trưng) và Hàng Cau đặt là Jules Ferry. Song song với dãy phố này còn một dãy phố nữa gồm: Hàng Mã, Hàng Mũ (năm 1921 Pháp đặt là phố Hà Nội), tiếp đến Hàng Giấy, Phố Khách, Hàng Lọng, Hàng Dầu, Pháp đặt tên cho các phố này là Maréschal Foch (nay thuộc phố Hoàng Văn Thụ).
Các phường buôn, phường nghề ở với nhau trong cùng một dãy lập đền thờ tổ nghề, hay đình thờ thành hoàng bản quán (quê gốc), đây còn là nơi hội họp của phường hội. Phần lớn đền thờ tổ nghề nằm trong phố nghề. Những người làm nghề dệt (Hàng Cấp) từ Thăng Long xuống thì lập đền Voi Phục thờ thần Bạch Mã, đình Hàng Cấp (nay là trụ sở UBND phường Vị Hoàng). Các phố như: Hàng Bát, Hàng Tiện, Hàng Quỳ, Hàng Thiếc, Hàng Giấy, Hàng Đồng, Hàng Giầy, Hàng Nồi... đều có đền của phố nghề (phường nghề). Nhưng cũng có những đền như đền Hàng Bạc, đền Hàng Thêu, thực ra lại không có phố Hàng Bạc, Hàng Thêu riêng, bởi người làm nghề kim hoàn, buôn bán vàng bạc ở chung trong phố Hàng Rượu, nên đền Hàng Bạc dựng ở phố Hàng Rượu. Người làm nghề thêu tập trung ở đoạn đầu phố Hàng Thiếc và Cửa Đông nên đền Hàng Thêu được những người thợ thêu chung sức mua đất tại phố Cửa Đông dựng nên.

## Tên các phố cổ
| Tên các phố theo mặt hàng buôn bán: - Hàng Cót (nay là phố Vị Xuyên) - Hàng Nâu (nay thuộc Minh Khai) - Hàng Bát (nay thuộc Minh Khai) - Hàng Mâm (nay thuộc Minh Khai) - Hàng Song (nay thuộc Minh Khai) - Hàng Kẹo (nay là phố chợ Diên Hồng) - Hàng Sắt (nay là Hàng Sắt) - Hàng Cấp (nay là Hàng Cấp) - Hàng Tiện (nay thuộc Hàng Tiện) - Hàng Quỳ (nay thuộc Hàng Tiện) - Hàng Khay (nay thuộc Hàng Tiện) - Hàng Nón (nay thuộc Hàng Tiện) - Hàng Đồng (nay thuộc Hàng Đồng) - Hàng Đường (nay thuộc Hàng Đồng) - Hàng Màn/Vải Màn (nay thuộc Hai Bà Trưng) - Hàng Rượu (nay thuộc Hai Bà Trưng) - Hàng Thêu (nay thuộc Hai Bà Trưng) - Hàng Thiếc (nay thuộc Hai Bà Trưng) - Hàng Đàn (nay thuộc Hai Bà Trưng) - Hàng Thùng (nay thuộc Bắc Ninh) - Hàng Giầy (nay thuộc Bắc Ninh) - Hàng Mành (nay thuộc Bắc Ninh) - Hàng Cầm (nay thuộc Bắc Ninh) - Hàng Ghế (nay thuộc Phan Đình Phùng) - Hàng Sũ (nay thuộc Phan Đình Phùng) - Hàng Mã (nay thuộc Hoàng Văn Thụ) - Hàng Mũ (nay thuộc Hoàng Văn Thụ) - Hàng Giấy (nay thuộc Hoàng Văn Thụ) - Hàng Dầu (nay thuộc Hoàng Văn Thụ) - Hàng Thao (nay là Hàng Thao) - Hàng Nồi (nay là Nguyễn Thiện Thuật) - Hàng Cau (nay là Hàng Cau) - Hàng Bột (nay là ngõ Hoàng Ngân) - Hàng Mắm - Móng Cáy (nay là Lý Thường Kiệt) - Hàng Gà (nhập vào phố Móng Cáy - nay thuộc Lý Thường Kiệt) | Các phố Hàng nằm xen kẽ trong phố khác: - Hàng Lọng (nay thuộc Hoàng Văn Thụ) - Phố Khách của Hoa kiều (nay thuộc Hoàng Văn Thụ) - Hàng Trống (nay thuộc Lê Hồng Phong) - Hàng Vàng (xen kẽ với Hàng Rượu - nay thuộc Hai Bà Trưng) - Hàng Bạc (xen kẽ với Hàng Rượu - nay thuộc Hai Bà Trưng) - Ngõ Ngang (nay thuộc phố chợ Diên Hồng) | Phố Bến ven bờ sông Đào: - Bến Thóc (nay là Bến Thóc) - Bến Củi (nay là Ngô Quyền) - Bến Gỗ (nay là Phan Chu Trinh) - Bến Ngự (nay là Bến Ngự) - Bờ Sông (nay là Trần Nhân Tông) | Phố từ các cửa thành Nam đi ra: - Cửa Đông (nay là Lê Hồng Phong) - Cửa Nam (nay là Tô Hiệu) - Cửa Bắc (nay là Thành Chung) - Cửa Trường (nay là Cửa Trường) - Ngõ cổ Văn Nhân (nay là ngõ Văn Nhân) |

## Hình ảnh

### Nhà cổ mang phong cách Việt

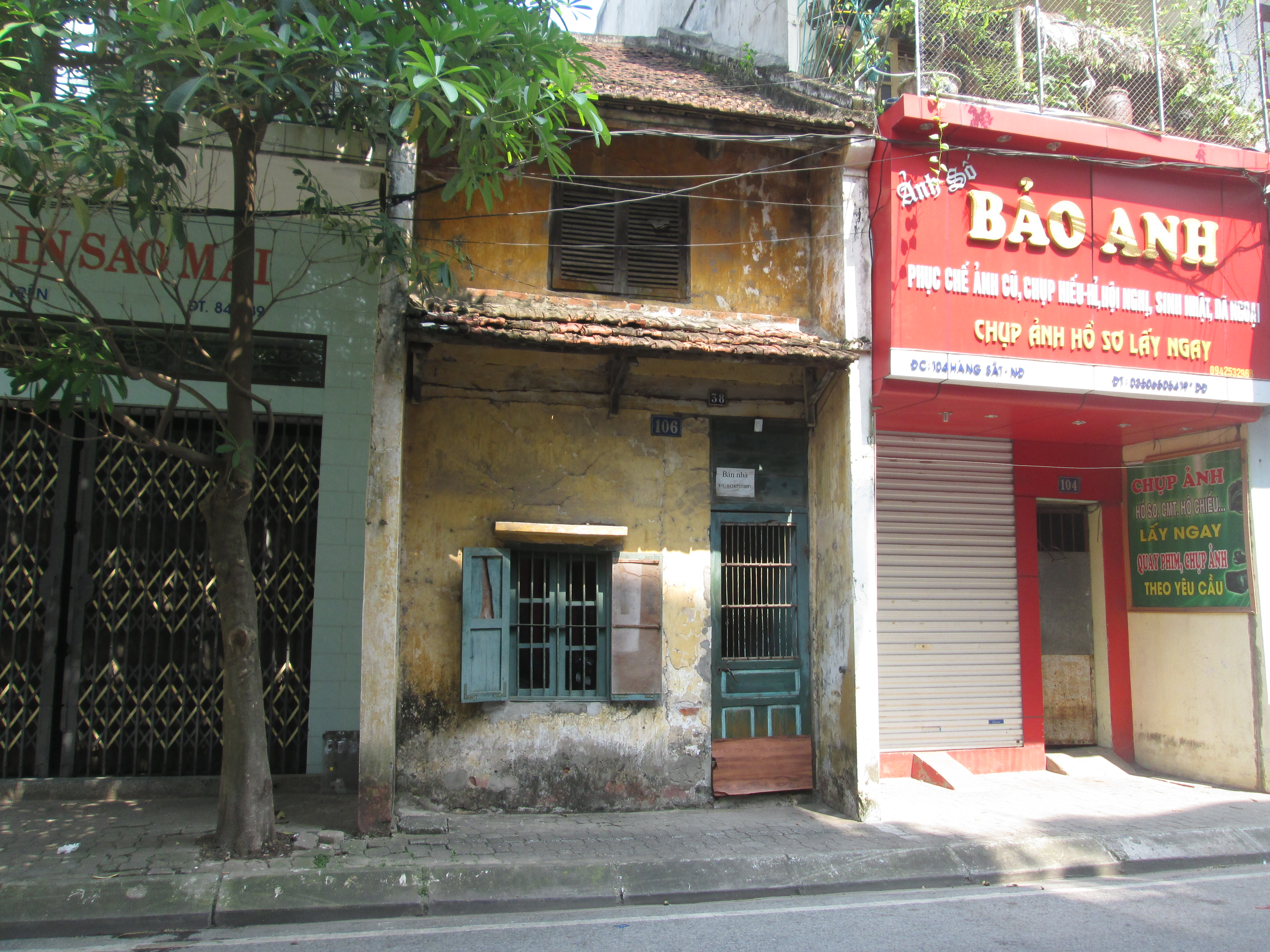
Số 106 Hàng Sắt
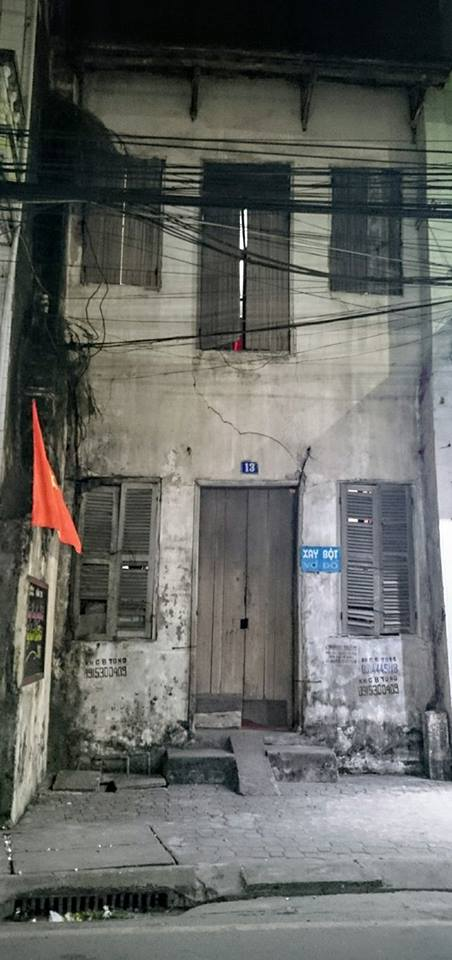
Số 13 Hàng Sắt
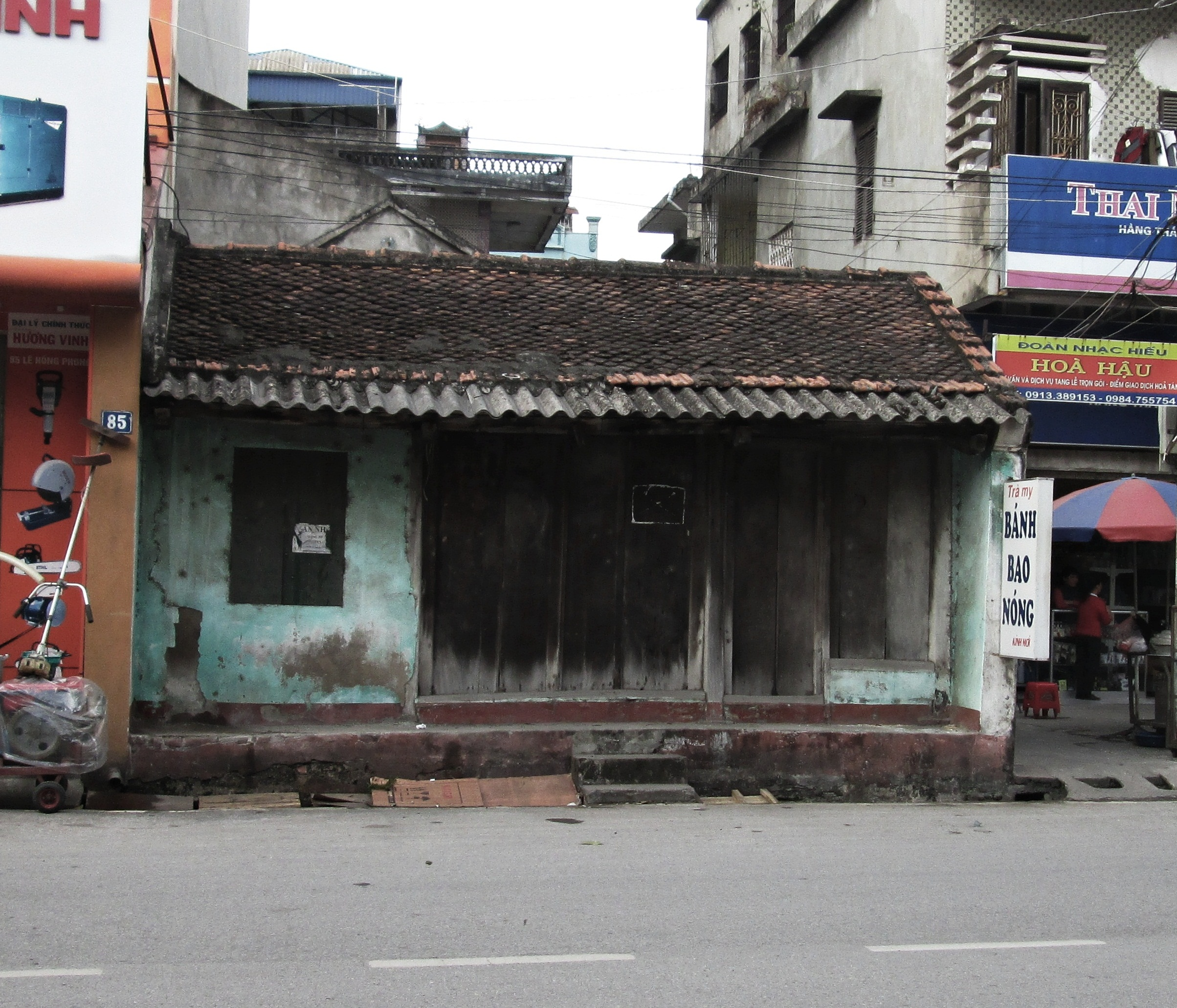
Số 87 Lê Hồng Phong
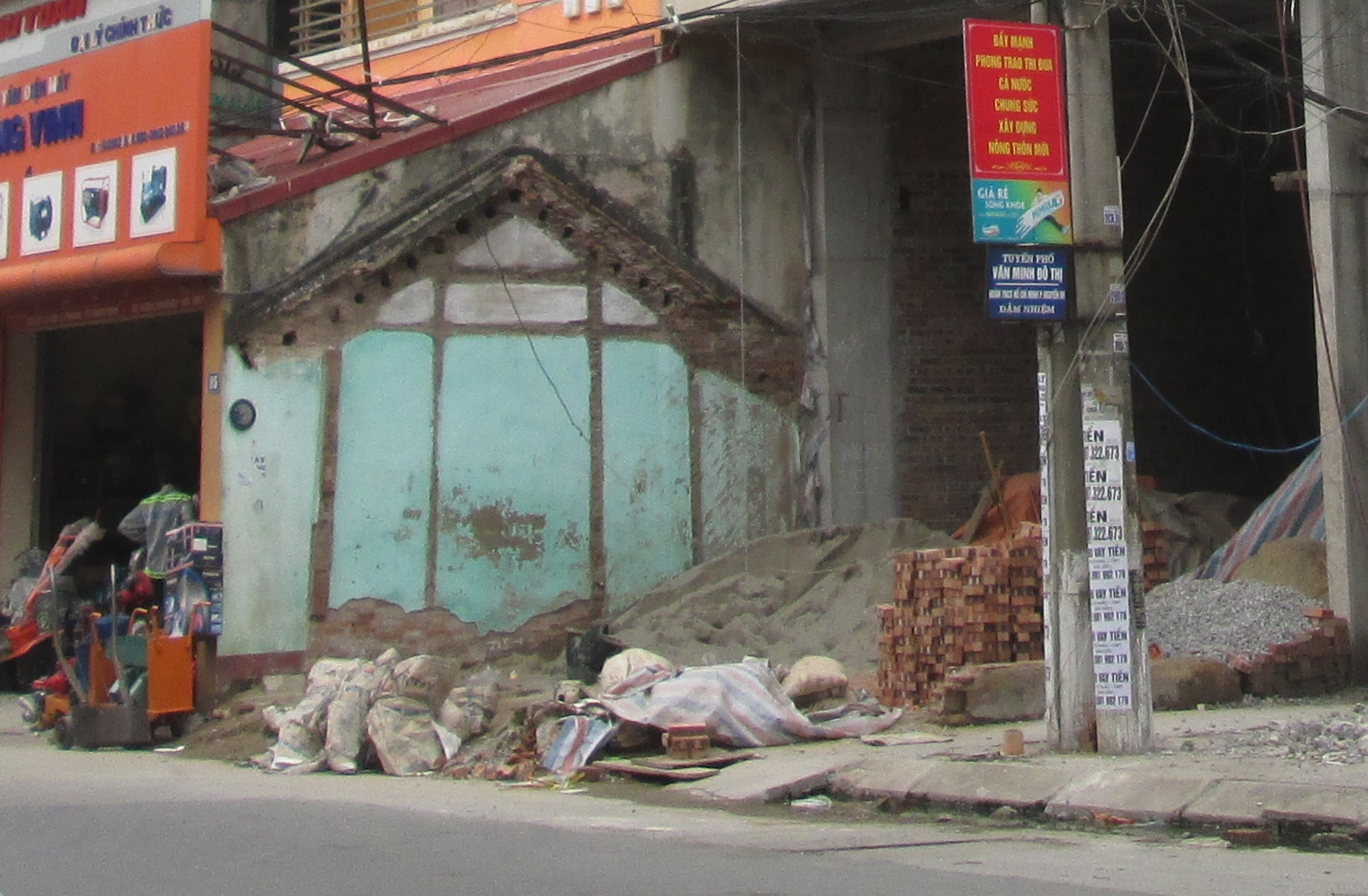
Cấu trúc bên trong ngôi nhà số 87 Lê Hồng Phong

### Nhà cũ mang phong cách Pháp

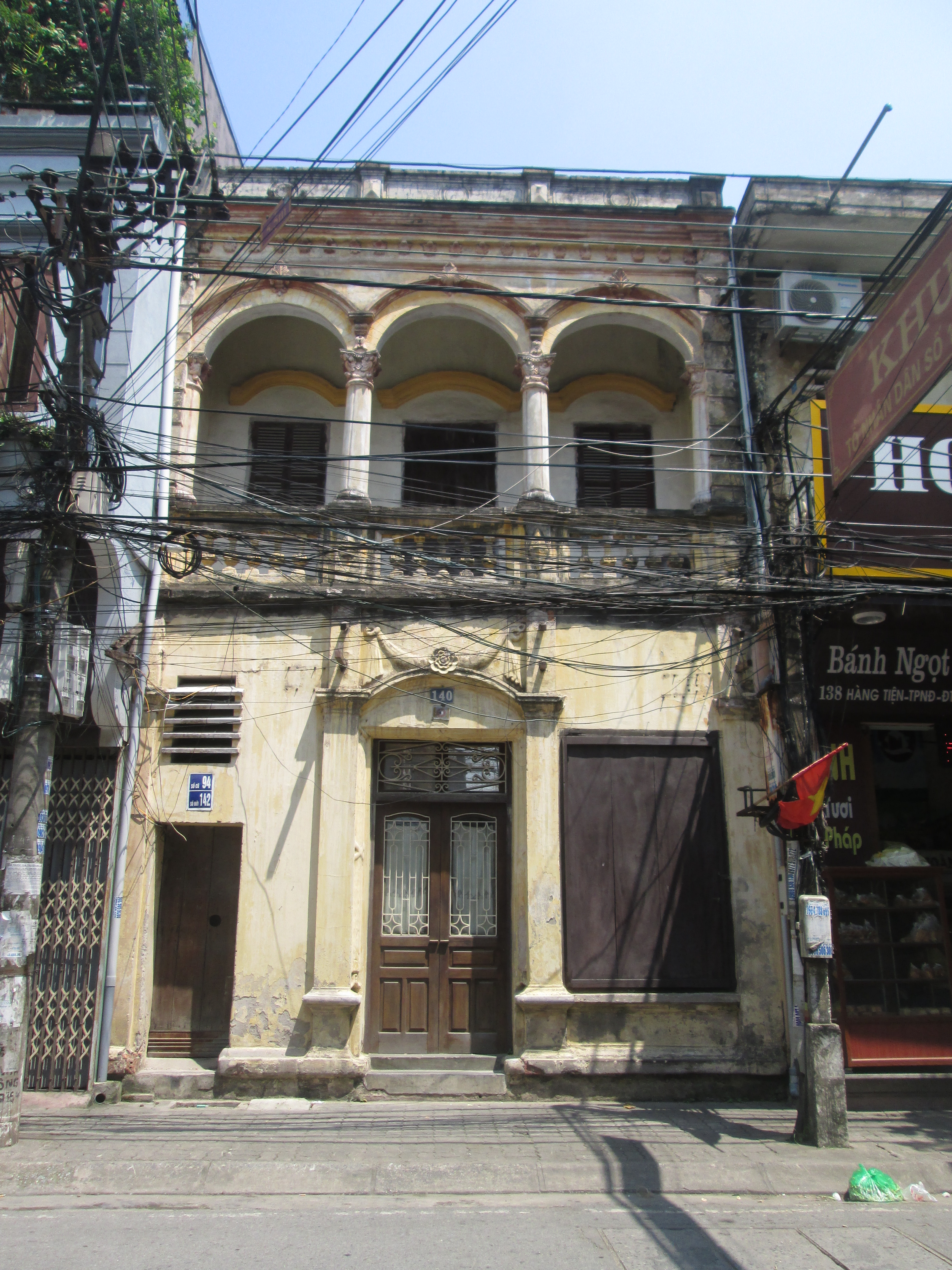
Số 140 Hàng Tiện
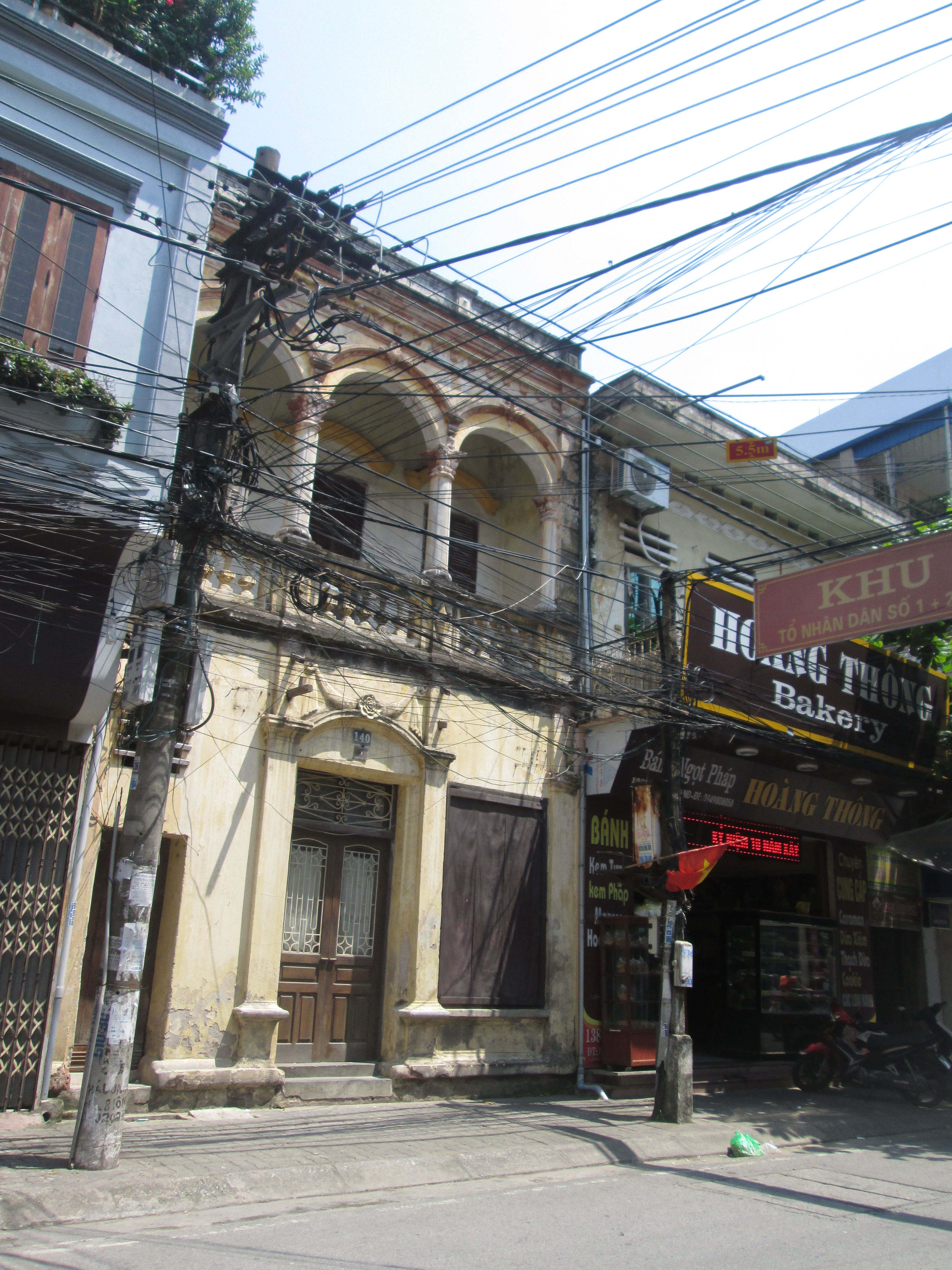
Số 140 Hàng Tiện
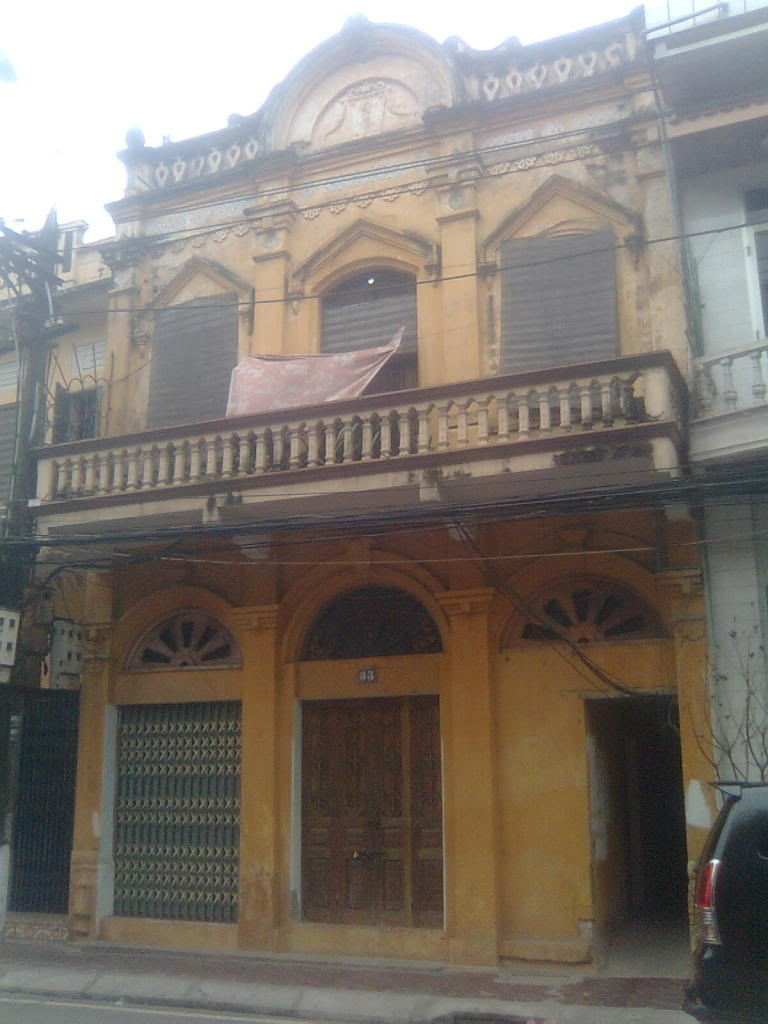
Số 83 Hoàng Văn Thụ
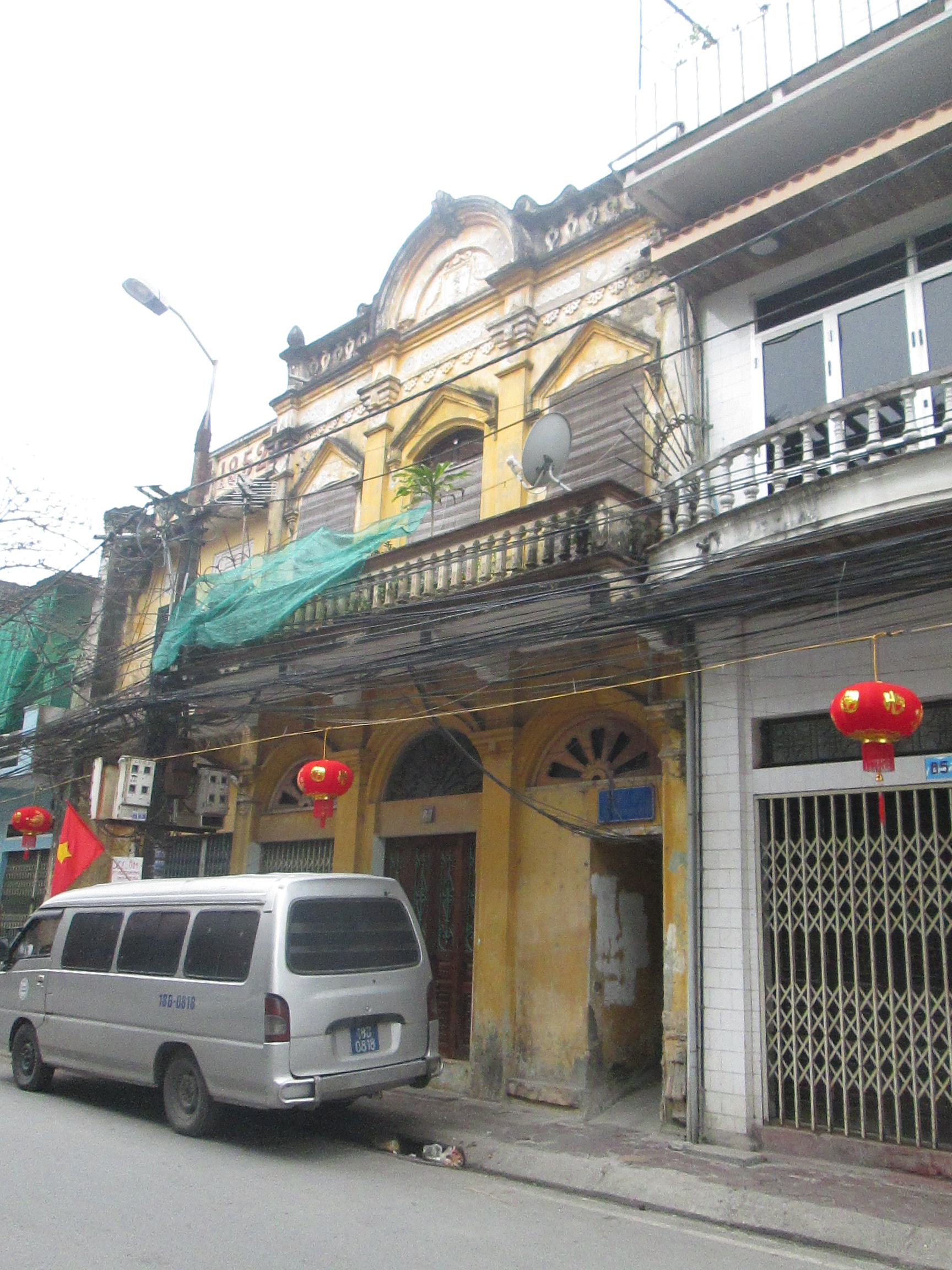
Số 83 Hoàng Văn Thụ

## Di tích

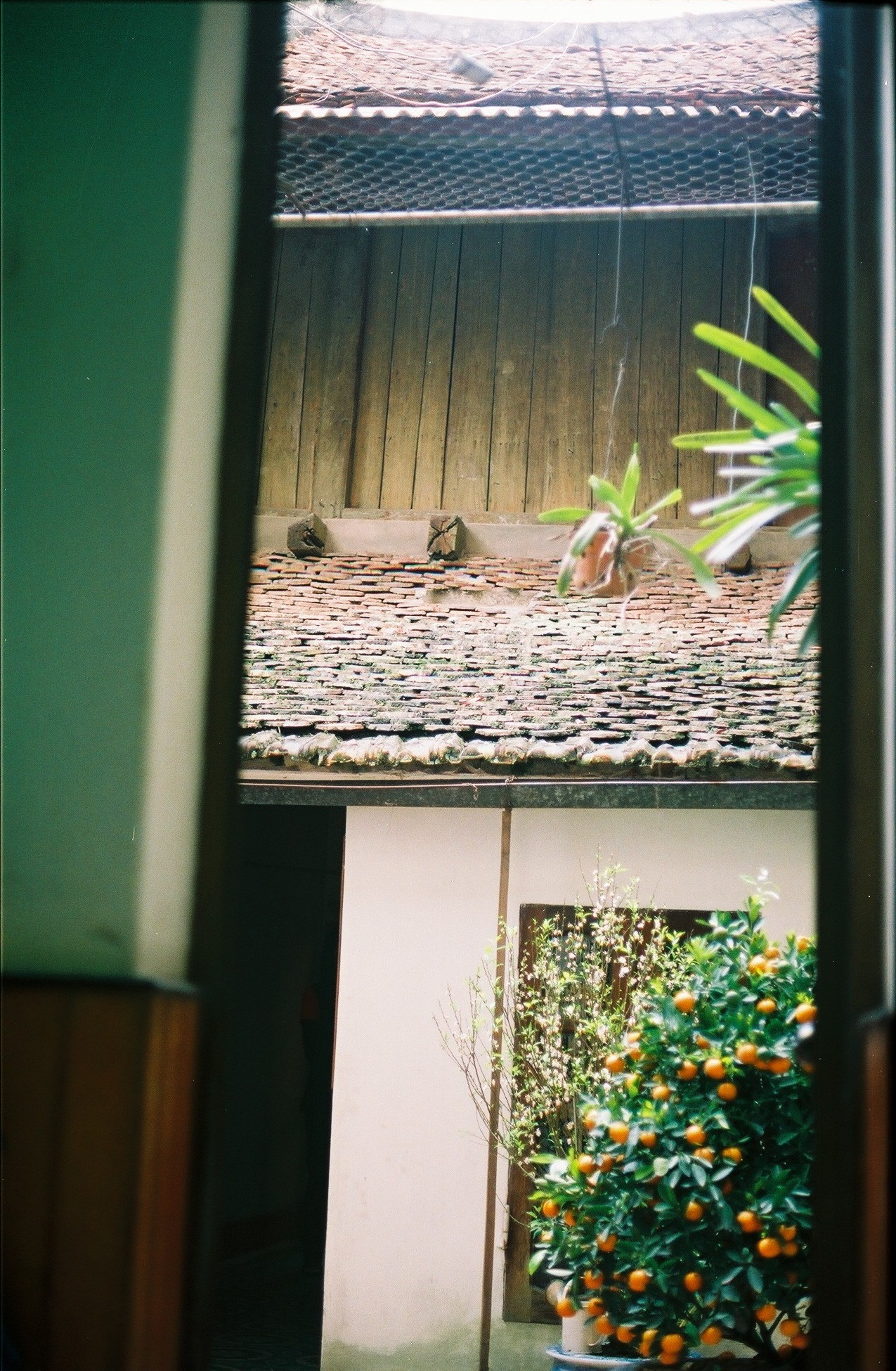
Ngôi nhà số 280 phố Hàng Nâu (nay thuộc đường Minh Khai), nơi ở của Tú Xương.

Trên phố Minh Khai, Hàng Sắt, Bến Ngự còn lại một số kiến trúc cổ hầu hết được xây dựng vào khoảng những năm 1840-1849, như nhà của nhà thơ Tú Xương - 280 Minh Khai, nhà số 7 phố Bến Ngự - dựng năm 1849 - di tích được xếp hạng.
Phố Hàng Đồng được nối từ bờ sông Vị Hoàng (đã lấp) đến Trần Hưng Đạo và gặp thành cổ. Trên đường phố này hiện nay còn một số kiến trúc cổ nhưng cũng đã cải tạo đi ít nhiều.
Phố Bắc Ninh (trước đây gọi là Hàng Giầy) - là con đường cổ nhưng những công trình kiến trúc xưa hầu như không còn.
Phố Cửa Đông từ đầu đường Bến Ngự đến cổng thành phía Đông kiến trúc còn lại là ngôi Đền ngã tư Hàng Sắt - Cửa Đông đầu đường Bến Ngự.
Đường Phan Đình Phùng, Hàng Thao - trục đường dài hơn cả nối từ bờ sông Vị Hoàng (đã lấp) đến phía Tây thành phố. Khu này hầu như không còn kiến trúc cũ và cổ.

## Ẩm thực
Khu phố cổ Thành Nam ở thành phố Nam Định nổi tiếng với các món ăn đường phố hay đồ ăn vặt cực kỳ phong phú, hấp dẫn với mức giá "mềm" như: phở bò, xôi xíu, bánh cuốn làng Kênh, bún chả, bánh xíu báo (xíu páo), bún đũa, bánh gối, nem thính, chè bưởi, kem xôi, bánh su kem, bánh mì pa-tê, bánh mì chân Cầu, bánh bèo, bánh bột lọc... Những món ăn này thường được bán ở các quán trên phố Hai Bà Trưng, Hàng Tiện, Hàng Sắt, Hoàng Văn Thụ, Hàng Đồng, Bắc Ninh, Nguyễn Du, Phan Đình Phùng, Hàng Thao, khu Nhà thờ, ngõ Văn Nhân hay các chợ Ngõ Ngang, chợ Diên Hồng, chợ Rồng.

## Ca dao

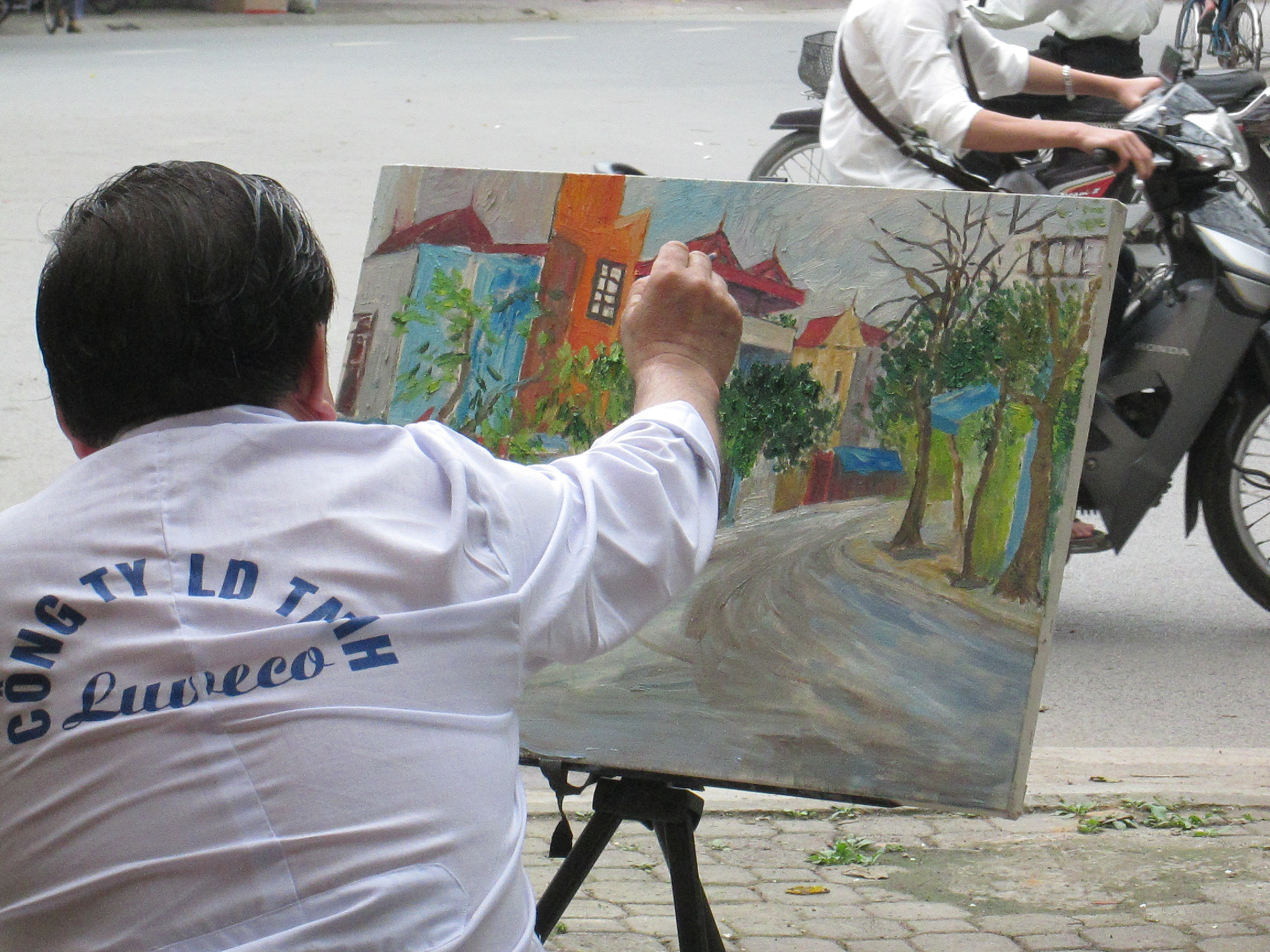
Phố cổ Thành Nam trong tranh vẽ của một họa sĩ người nước ngoài

Thành Nam cảnh trí an bài
Phố phường trên bộ, vạn chài dưới sông.
Nhất thành là phố Cửa Đông,
Nhất lịch Hàng Lọng, Hàng Đồng, Hàng Thao
Hàng Giầy đẹp khách yêu đào,
Muốn tìm quốc sĩ thì vào Văn Nhân
Ba năm một hội phong vân,
Lại lều lại chõng về thăm Cửa Trường
Ngọt ngào lên đến Hàng Đường
Say sưa Hàng Rượu, phô trương Hàng Cầm.
Vải Màn nhỏ chỉ, nõn bông,
Hàng Cấp dệt lĩnh, Hàng Song buôn thừng.
Thơm ngon Hàng Lạc, Hàng Vừng,
Hàng Nâu tươi vỏ đỏ lòng vốn quen,
Hàng Vàng lắm bạc nhiều tiền,
Hàng Sơn gắn bó gần bên Hàng Quỳ
Trăm năm nghĩa tạc tình ghi
Hàng Đàn, Hàng Ghế chung nghề làm ăn,
Hàng Tiện, Hàng Sũ, Hàng Mâm
Gặp nhau Bến Gỗ, vui sân một nhà,
Hàng Cót, Hàng Sắt bao xa
Ai về Bến Ngự rẽ ra Khoái Đồng.
Cột Cờ lên đó mà trông,
Đò Chè, Bến Thóc bên sông cắm sào.
Phố Khách buôn bán vui sao,
Lợi quyền chểnh mảng nỡ trao tay người.
Hàng Dầu, Hàng Mũ, Hàng Nồi
Hàng Bát, Hàng Thiếc, lên chơi Hàng Thùng
Hàng Cau, Hàng Nón tưng bừng,
Thành Nam văn vật lẫy lừng là đây
Lang sa có mặt từ ngày,
Đỏ đèn Bến Củi đoạ đày hồng nhan.
Hàng Thao tấp nập canh tàn,
Tám nghề, bảy chữ mở hàng phấn son
Đình tàn cây quế héo hon,
Giáo phường cốt cách chẳng còn như xưa,
Liễu đào trải mấy nắng mưa,
Cầm tan phách lỗi đã thừa xót xa
Trông về đất cũ quê nhà,
Lò Trâu, Giá Nứa thật là đau thương
Ao tù Thượng Lỗi chán chường,
Tịch điền Năng Tĩnh âm hồn oán ma.
Cổng Hậu, Ngã Sáu, Cầu Gia,
Trường Thi phút chốc hoá ra hận trường,
Hắt hiu Văn Miếu cổ tàn,
Dường như sĩ tử thở than lỗi thời,
Võ Miếu bày đặt nực cười
Thánh Trần sao lại cùng ngồi Thánh Quan?
Đền Ông hương khói mơ màng,
Chùa Rào cùng với Cửa Nam tơi bời.
Phù Long, Đồn Thủy qua chơi
Quê hương đất cũ ngậm ngùi tàn canh,
Non xưa nước cũ tan tành,
Nào ai phá luỹ, dâng thành là ai?

## Hội họa
Khu phố cổ Thành Nam đã đi vào tranh của một họa sĩ người Nam Trực (Nam Định) là Hồ Y. Ngoài các mảng tranh về đề tài công nhân dệt, tranh phong cảnh, tĩnh vật..., Hồ Y đã nảy ra ý tưởng ghi chép lại những con phố cổ còn sót lại của Thành Nam ở những năm 1970 (thời điểm trước khi khu phố cổ bị đô thị hóa, hiện đại hóa). Phố cổ Nam Định có những đặc điểm riêng như các đoạn phố không có vỉa hè, những phố có vỉa hè lại không lát gạch mà xếp bằng những tảng đá xanh với những cột điện khung sắt màu đen. "Thật may mắn tôi đã kịp thời ghi lại được nhà của cụ Tú Xương ở phố Hàng Nâu; ngôi nhà số 7 phố Hàng Đồng, nơi ở thời thơ ấu của nhạc sĩ Đặng Thế Phong." - Họa sĩ Hồ Y cho biết.